# Вітрина

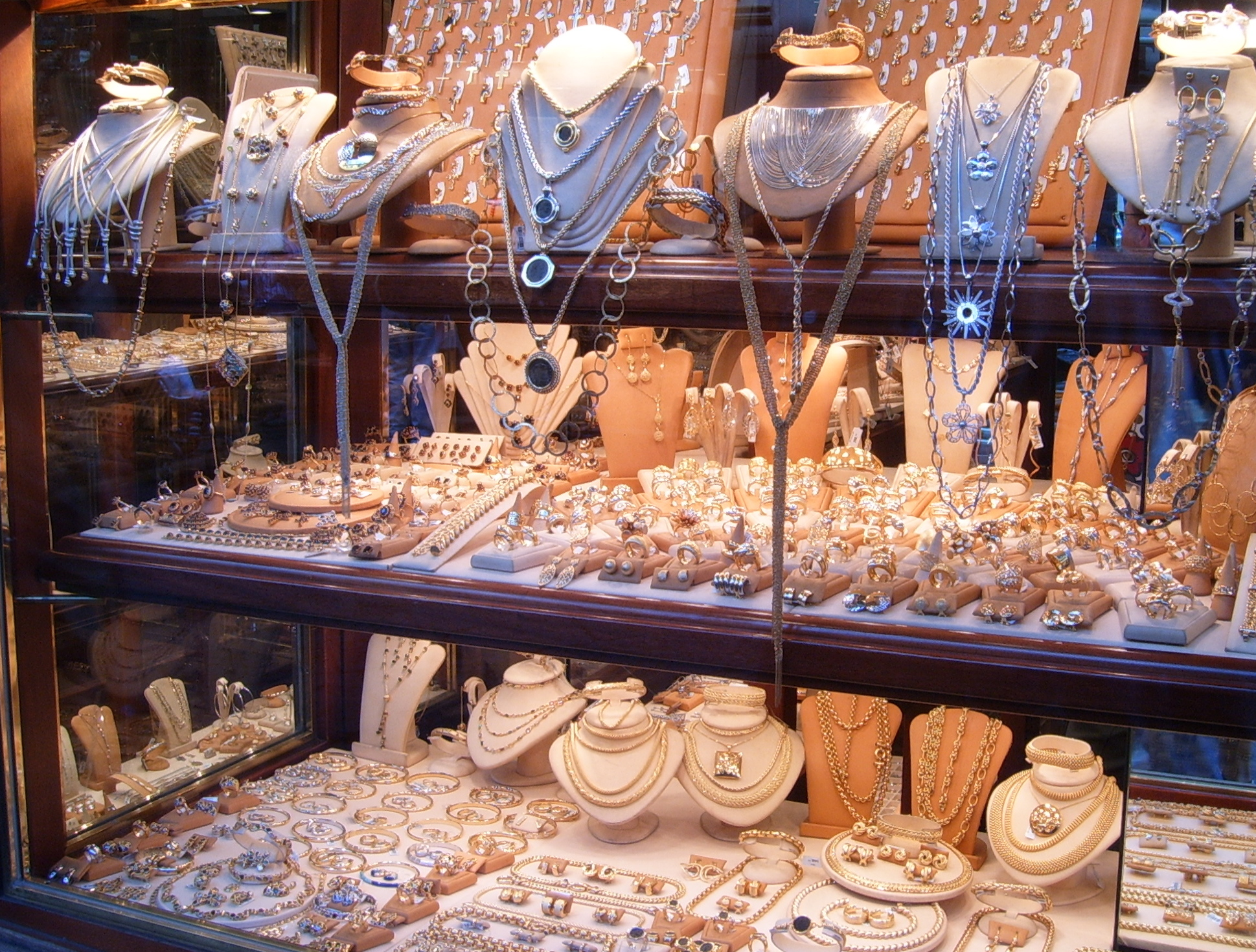
Ювелірна вітрина на мосту Понте Веккіо у Флоренції.

Вітри́на — збірно-розбірна скляна конструкція для демонстрації товару.
Складається з опорних стояків, верхнього та нижнього щитів із фанери, скляних стінок, розсувних дверцят і полиць. Розрізняють вітрини пристінні та острівні. Їх використовують магазини, такі як супермаркети, ювелірні та інші.
Вітрина в контексті поняття «торгівля» розглядається в деяких значеннях. Нею можуть називати призначену до залучення покупців засклену частину екстер'єру будівлі магазину, торгового центру чи музею, яка дає можливість бачити з вулиці експозицію товару, що знаходиться всередині приміщення. Інше значення вітрини можна схарактеризувати як таке, що стосується сфери торговельного обладнання. У даному випадку вітрина уявляє собою повністю чи частково засклену шафу, середня висота якої 2,1 м. Ця шафа призначена для демонстрації продукції потенційному покупцю.

## Історія
Першу вітрину було встановлено в кінці XVIII століття в Лондоні, де рівень помітного споживання почав швидко зростати. Роздрібний продавець Френсіс Плейс був одним із перших, хто спробував поекспериментувати з новим методом роздрібної торгівлі у своєму ательє на Чарінг-кросс, яке він обладнав великими скляними вікнами. Хоча це багато хто засуджував, чоловік відстоював свою позицію в мемуарах, стверджуючи те, що "він продав більше товару з вікна, аніж платячи зарплату підмайстрам і витрачаючи гроші на ведення домашнього хазяйства." На вітринах бутиків зазвичай розташовані одягнені манекени.

## Оформлення вітрин
Мерчендайзинг - це частина маркетингу, що вивчає оформлення вітрин.
Оформлення вітрин означає щось, що зроблене з метою справити гарне враження. Іноді мається на увазі зображення чогось неправдивого, оманливого.